# Wang Fengchun
Wang Fengchun (chinesisch 王奉春, Pinyin Wáng Fèngchūn; * 2. Februar 1982 in Harbin) ist ein chinesischer Curler. Er war bis 2010 Skip des chinesischen Nationalteams und ist Mitglied des Harbin Curlingclub.
Er spielte 2002 auf der dritten Position unter Skip Xu Xiaoming, als ein Team der Volksrepublik erstmals an den Pazifikmeisterschaften teilnahm. 2006 gewann er unter Skip Wang Binjiang bei den Pazifikmeisterschaften die Bronze-Medaille, die gleiche Platzierung gelang bei den Winter-Asienspielen im selben Winter. In den folgenden vier Jahren 2007 bis 2010 führte Wang als Skip die chinesische Mannschaft zur Pazifikmeisterschaft und qualifizierte sich damit auch jeweils für die Weltmeisterschaft.
Die erste Teilnahme eines chinesischen Teams bei der WM 2008 verlief überraschend erfolgreich. Wangs Mannschaft konnte als einzige die hoch favorisierten Kanadier um Skip Kevin Martin besiegen und qualifizierte sich für die Endrunde der besten vier, blieb letztlich aber ohne Medaille. Wang konnte bei der Winter-Universiade 2009 in seiner Heimatstadt Harbin Bronze gewinnen.
Im Februar 2010 nahm Wang als Mitglied des chinesischen Teams an den Olympischen Winterspielen 2010 in Vancouver (Kanada) teil. Die Mannschaft belegte den achten Platz. 

## Teammitglieder
- Liu Rui (Third)
- Xu Xiaoming (Second)
- Li Hongchen (Lead)
- Zang Jialiang (Alternate)